# HMS Icarus (D03)
Pour les autres navires du même nom, voir HMS Icarus.
Le HMS Icarus est un destroyer de classe I construit pour la Royal Navy à la fin des années 1930.
Sa quille est posée le 16 mars 1936 au chantier naval John Brown & Company à Clydebank, en Écosse. Il est lancé le 26 novembre 1936 et mis en service le 3 mai 1937 sous le commandement du lieutenant commander Colin Douglas Maud.

## Historique
Le 29 novembre 1939, l'Icarus localise le sous-marin allemand U-35 entre les îles Shetland et Bergen. N'étant pas en mesure de lancer une attaque efficace en raison de son sonar ASDIC déficient, deux destroyers (Kingston et Kashmir) sont appelés en renfort. Le HMS Icarius leur indique la position du dernier contact avant de reprendre sa route pour rejoindre le vapeur Vina. L'U-Boot sera sabordé après avoir subi plusieurs attaques de charges de profondeur.
L'Icarus participe à la campagne norvégienne en 1940, capturant le 11 avril le navire de ravitaillement allemand Alster (remorqué au Royaume-Uni puis renommé Empire Endurance). Il participe également à la bataille des Lofoten et à la deuxième bataille de Narvik les 9 et 13 avril 1940.
Le 31 août 1940, un groupe de destroyers appareille d'Immingham pour effectuer une mission de mouillage de mines au large des côtes néerlandaises. Ils appartenaient à la 20e flottille de destroyers, composé des Express, Esk, Icarus, Intrepid et Ivanhoe, escortés par des membres de la 5e flottille de destroyers composée des Kelvin, HMS Jupiter (F85 (2) et Vortigern (en). La reconnaissance aérienne détecta une force allemande et les navires des 20e et 5e FD reçurent l'ordre de l'intercepter, estimant à tort que les navires allemands faisaient partie d'une force d'invasion. Ironie du sort, plusieurs navires britanniques furent endommagés ou coulés après avoir heurtés des mines allemandes.
Au début du mois de mai 1941, l'Amirauté britannique est informée que le cuirassé allemand Bismarck pourrait tenter de percer dans l'Atlantique Nord. L'Icarus reçoit alors l'ordre de se rendre à Scapa Flow pour un possible déploiement contre les forces navales allemandes. Le 22 mai, peu après minuit, l'Icarus s'embarque avec les destroyers Electra, Antelope, Anthony, Echo et Achates, escortant le croiseur de bataille Hood et le cuirassé Prince of Wales, pour couvrir les atterrages occidentaux et du nord. La force se ravitaille en carburant à Hvalfjord, en Islande, en vue de rejoindre le détroit de Danemark.
Le soir du 23 mai, le temps a commencé à se dégrader. À 20 h 55, l'amiral Lancelot Holland à bord du Hood signale aux destroyers « si vous ne pouvez pas maintenir cette vitesse, je devrai continuer sans vous. Vous devrez suivre à votre vitesse. » Le 24 mai à 2 h 15 du matin, les destroyers reçoivent l'ordre de se disperser à intervalles de 24 km pour effectuer une recherche au nord. Vers 05 h 35, les forces allemandes sont aperçues par le Hood. Les tirs commencent à 05 h 52 et neuf minutes plus tard, le croiseur britannique explose et sombre avec la quasi-totalité de ses membres d'équipage.
À proximité, l'Icarus et l'Anthony apprennent le naufrage du Hood et sont déployés d'urgence dans la zone pour récupérer des survivants. Ils y arrivent quelques instants plus tard en n'ayant retrouvé aucun survivant. Seuls trois furent secourus des eaux gelées par l'Electra. Rejoint par d'autres destroyers, les navires ne retrouvent que du bois flottant, des débris et un tiroir de bureau rempli de documents. Après plusieurs heures de recherche, ils quittent les lieux.
Le destroyer participe à l'opération Pedestal, escortant un convoi à Malte en août 1942.
L'Icarus fut impliqué dans de nombreux événements importants de la Seconde Guerre mondiale, notamment les opérations Dynamo et Gauntlet, ainsi que de nombreux convois de l’Atlantique et de l'Arctique.
L'Icarus coula quatre sous-marins allemands pendant son service :
- Le 14 octobre 1939, il participe au naufrage de l'U-45 au sud-ouest de l'Irlande en compagnie des destroyers Inglefield, Ivanhoe et Intrepid.
- Le 29 novembre 1939, l'U-35 est sabordé par son équipage en mer du Nord, après des attaques de charges de profondeur Kingston et Kashmir. Il avait été localisé par l'Icarus.
- Le 6 mars 1944, il coule l'U-744 dans l'Atlantique Nord alors qu'il escortait la corvette Kenilworth Castle, la frégate canadienne St. Catharines, les corvettes Fennel et Chilliwack, et les destroyers Chaudiere et Gatineau.
- Le 21 janvier 1945, il coule l'U-1199 près des îles Scilly alors qu'il escortait la corvette Mignonette.

L'Icarus est retiré du service le 29 août 1946, vendu à la British Iron & Steel Corporation le 29 octobre 1946 et démoli à Troon, en Écosse.

## Commandement
- Lieutenant commander Colin Douglas Maud du 3 mai 1937 à septembre 1942.
- Lieutenant Peter Richard Spencer Brayn de septembre 1942 au 27 octobre 1942.
- Lieutenant commander Eric Norman Walmsley du 27 octobre 1942 à mai 1943.
- Lieutenant commander Richard Dyer du 31 mai 1943 au 11 décembre 1944.
- Lieutenant commander David Drummond Bone du 11 décembre 1944 à juin 1945.
- Commander Michael Wentworth Ewart-Wentworth de juin 1945 au 10 octobre 1945.

Colin Maud (en), premier et notable commandant de l'Icarus, était le capitaine de la plage Juno lors du jour J ; dans le film The Longest Day, il était interprété par Kenneth More.
Le capitaine de corvette John Simon Kerans (en), devenu célèbre après l'incident du Yang Tsé en 1949 (à bord du HMS Amethyst) — un exploit rendu célèbre par le film Commando sur le Yang-Tsé —, a également servi à bord de l'Icarus en tant que commandant en second.